# (74471) 1999 CT55
(74471) 1999 CT55 – planetoida z pasa głównego asteroid okrążająca Słońce w ciągu 5,44 lat w średniej odległości 3,09 j.a. Odkryta 10 lutego 1999 roku.